# Delfimeus limassolicus
Delfimeus limassolicus is een insect uit de familie van de mierenleeuwen (Myrmeleontidae), die tot de orde netvleugeligen (Neuroptera) behoort. 
Delfimeus limassolicus is voor het eerst wetenschappelijk beschreven door Navás in 1931.